# Lyndsey Scott
Lyndsey Scott (* 1984) je americká modelka, softwarová vývojářka a herečka. Stala se prvním afroamerickým modelem, který získal exkluzivní smlouvu pro přehlídková mola s Calvin Klein. Mimo modelingu pro prestižní značky jako Gucci, Prada nebo Victoria's Secret píše mobilní aplikace pro iPhony a iPady.

## Programování
Scott začala programovat ve dvanácti letech, kdy si psala programy pro svoji grafickou kalkulačku a sdílela je s ostatními spolužáky ze střední školy. Na Amherst College se naučila Javu a C++ a ve svém volném čase psala vlastní aplikace v Pythonu, Objective-C a iOS. Ačkoliv ji na střední škole programování bavilo, rozhodla se živit herectvím a modelingem, protože si nedokázala představit trávit většinu času s ostatními programátory. Po maturitě se věnovala programování sama. Od roku 2017 se považuje primárně za programátorku.
Scott také ráda vzdělává ostatní v programování, převážně mladé ženy. Vlastní profil na Stack Overflow, webu, kde uživatelé získávají reputaci za odpovědi ostatním uživatelům v otázkách programování. Začátkem roku 2014 byla mezi nejlepšími 2% uživateli s více než 2000 body reputace. V roce 2015 nejlepším uživatelem v oblasti dotazů na iOS. V září 2017 měla 23 843 bodů reputace za 412 odpovědí na otázky.
Je autorkou několika tutoriálů na programování pro iOS a je mentorkou organizace Girls Who Code, která uči programování dospívající dívky. Přednášela o programování na školách v Harlemu a na Newyorské univerzitě.